# 1231
Portal Geschichte | Portal Biografien | Aktuelle Ereignisse | Jahreskalender | Tagesartikel

◄ |
12. Jahrhundert |
13. Jahrhundert
| 14. Jahrhundert | ►

◄ |
1200er |
1210er |
1220er |
1230er
| 1240er | 1250er | 1260er | ►

◄◄ |
◄ |
1227 |
1228 |
1229 |
1230 |
1231
| 1232 | 1233 | 1234 | 1235 | ► | ►►
Staatsoberhäupter  · Nekrolog
| Januar | Januar | Januar | Januar | Januar | Januar | Januar | Januar |
| Kw     | Mo     | Di     | Mi     | Do     | Fr     | Sa     | So     |
| ------ | ------ | ------ | ------ | ------ | ------ | ------ | ------ |
| 1      |        |        | 1      | 2      | 3      | 4      | 5      |
| 2      | 6      | 7      | 8      | 9      | 10     | 11     | 12     |
| 3      | 13     | 14     | 15     | 16     | 17     | 18     | 19     |
| 4      | 20     | 21     | 22     | 23     | 24     | 25     | 26     |
| 5      | 27     | 28     | 29     | 30     | 31     |        |        |

| Februar | Februar | Februar | Februar | Februar | Februar | Februar | Februar |
| Kw      | Mo      | Di      | Mi      | Do      | Fr      | Sa      | So      |
| ------- | ------- | ------- | ------- | ------- | ------- | ------- | ------- |
| 5       |         |         |         |         |         | 1       | 2       |
| 6       | 3       | 4       | 5       | 6       | 7       | 8       | 9       |
| 7       | 10      | 11      | 12      | 13      | 14      | 15      | 16      |
| 8       | 17      | 18      | 19      | 20      | 21      | 22      | 23      |
| 9       | 24      | 25      | 26      | 27      | 28      |         |         |

| März | März | März | März | März | März | März | März |
| Kw   | Mo   | Di   | Mi   | Do   | Fr   | Sa   | So   |
| ---- | ---- | ---- | ---- | ---- | ---- | ---- | ---- |
| 9    |      |      |      |      |      | 1    | 2    |
| 10   | 3    | 4    | 5    | 6    | 7    | 8    | 9    |
| 11   | 10   | 11   | 12   | 13   | 14   | 15   | 16   |
| 12   | 17   | 18   | 19   | 20   | 21   | 22   | 23   |
| 1    | 24   | 25   | 26   | 27   | 28   | 29   | 30   |
| 14   | 31   |      |      |      |      |      |      |

| April | April | April | April | April | April | April | April |
| Kw    | Mo    | Di    | Mi    | Do    | Fr    | Sa    | So    |
| ----- | ----- | ----- | ----- | ----- | ----- | ----- | ----- |
| 14    |       | 1     | 2     | 3     | 4     | 5     | 6     |
| 15    | 7     | 8     | 9     | 10    | 11    | 12    | 13    |
| 16    | 14    | 15    | 16    | 17    | 18    | 19    | 20    |
| 17    | 21    | 22    | 23    | 24    | 25    | 26    | 27    |
| 18    | 28    | 29    | 30    |       |       |       |       |

| Mai | Mai | Mai | Mai | Mai | Mai | Mai | Mai |
| Kw  | Mo  | Di  | Mi  | Do  | Fr  | Sa  | So  |
| --- | --- | --- | --- | --- | --- | --- | --- |
| 18  |     |     |     | 1   | 2   | 3   | 4   |
| 19  | 5   | 6   | 7   | 8   | 9   | 10  | 11  |
| 20  | 12  | 13  | 14  | 15  | 16  | 17  | 18  |
| 21  | 19  | 20  | 21  | 22  | 23  | 24  | 25  |
| 22  | 26  | 27  | 28  | 29  | 30  | 31  |     |

| Juni | Juni | Juni | Juni | Juni | Juni | Juni | Juni |
| Kw   | Mo   | Di   | Mi   | Do   | Fr   | Sa   | So   |
| ---- | ---- | ---- | ---- | ---- | ---- | ---- | ---- |
| 22   |      |      |      |      |      |      | 1    |
| 23   | 2    | 3    | 4    | 5    | 6    | 7    | 8    |
| 24   | 9    | 10   | 11   | 12   | 13   | 14   | 15   |
| 25   | 16   | 17   | 18   | 19   | 20   | 21   | 22   |
| 26   | 23   | 24   | 25   | 26   | 27   | 28   | 29   |
| 27   | 30   |      |      |      |      |      |      |

| Juli | Juli | Juli | Juli | Juli | Juli | Juli | Juli |
| Kw   | Mo   | Di   | Mi   | Do   | Fr   | Sa   | So   |
| ---- | ---- | ---- | ---- | ---- | ---- | ---- | ---- |
| 27   |      | 1    | 2    | 3    | 4    | 5    | 6    |
| 2    | 7    | 8    | 9    | 10   | 11   | 12   | 13   |
| 29   | 14   | 15   | 16   | 17   | 18   | 19   | 20   |
| 30   | 21   | 22   | 23   | 24   | 25   | 26   | 27   |
| 31   | 28   | 29   | 30   | 31   |      |      |      |

| August | August | August | August | August | August | August | August |
| Kw     | Mo     | Di     | Mi     | Do     | Fr     | Sa     | So     |
| ------ | ------ | ------ | ------ | ------ | ------ | ------ | ------ |
| 31     |        |        |        |        | 1      | 2      | 3      |
| 32     | 4      | 5      | 6      | 7      | 8      | 9      | 10     |
| 33     | 11     | 12     | 13     | 14     | 15     | 16     | 17     |
| 34     | 18     | 19     | 20     | 21     | 22     | 23     | 24     |
| 35     | 25     | 26     | 27     | 28     | 29     | 30     | 31     |

| September | September | September | September | September | September | September | September |
| Kw        | Mo        | Di        | Mi        | Do        | Fr        | Sa        | So        |
| --------- | --------- | --------- | --------- | --------- | --------- | --------- | --------- |
| 36        | 1         | 2         | 3         | 4         | 5         | 6         | 7         |
| 37        | 8         | 9         | 10        | 11        | 12        | 13        | 14        |
| 38        | 15        | 16        | 17        | 18        | 19        | 20        | 21        |
| 39        | 22        | 23        | 24        | 25        | 26        | 27        | 28        |
| 40        | 29        | 30        |           |           |           |           |           |

| Oktober | Oktober | Oktober | Oktober | Oktober | Oktober | Oktober | Oktober |
| Kw      | Mo      | Di      | Mi      | Do      | Fr      | Sa      | So      |
| ------- | ------- | ------- | ------- | ------- | ------- | ------- | ------- |
| 40      |         |         | 1       | 2       | 3       | 4       | 5       |
| 41      | 6       | 7       | 8       | 9       | 10      | 11      | 12      |
| 42      | 13      | 14      | 15      | 16      | 17      | 18      | 19      |
| 43      | 20      | 21      | 22      | 23      | 24      | 25      | 26      |
| 44      | 27      | 28      | 29      | 30      | 31      |         |         |

| November | November | November | November | November | November | November | November |
| Kw       | Mo       | Di       | Mi       | Do       | Fr       | Sa       | So       |
| -------- | -------- | -------- | -------- | -------- | -------- | -------- | -------- |
| 44       |          |          |          |          |          | 1        | 2        |
| 45       | 3        | 4        | 5        | 6        | 7        | 8        | 9        |
| 46       | 10       | 11       | 12       | 13       | 14       | 15       | 16       |
| 47       | 17       | 18       | 19       | 20       | 21       | 22       | 23       |
| 48       | 24       | 25       | 26       | 27       | 28       | 29       | 30       |

| Dezember | Dezember | Dezember | Dezember | Dezember | Dezember | Dezember | Dezember |
| Kw       | Mo       | Di       | Mi       | Do       | Fr       | Sa       | So       |
| -------- | -------- | -------- | -------- | -------- | -------- | -------- | -------- |
| 49       | 1        | 2        | 3        | 4        | 5        | 6        | 7        |
| 50       | 8        | 9        | 10       | 11       | 12       | 13       | 14       |
| 51       | 15       | 16       | 17       | 18       | 19       | 20       | 21       |
| 52       | 22       | 23       | 24       | 25       | 26       | 27       | 28       |
| 1        | 29       | 30       | 31       |          |          |          |          |

| Januar | Januar | Januar | Januar | Januar | Januar | Januar | Januar |
| Kw     | Mo     | Di     | Mi     | Do     | Fr     | Sa     | So     |
| ------ | ------ | ------ | ------ | ------ | ------ | ------ | ------ |
| 1      |        |        | 1      | 2      | 3      | 4      | 5      |
| 2      | 6      | 7      | 8      | 9      | 10     | 11     | 12     |
| 3      | 13     | 14     | 15     | 16     | 17     | 18     | 19     |
| 4      | 20     | 21     | 22     | 23     | 24     | 25     | 26     |
| 5      | 27     | 28     | 29     | 30     | 31     |        |        |

| Februar | Februar | Februar | Februar | Februar | Februar | Februar | Februar |
| Kw      | Mo      | Di      | Mi      | Do      | Fr      | Sa      | So      |
| ------- | ------- | ------- | ------- | ------- | ------- | ------- | ------- |
| 5       |         |         |         |         |         | 1       | 2       |
| 6       | 3       | 4       | 5       | 6       | 7       | 8       | 9       |
| 7       | 10      | 11      | 12      | 13      | 14      | 15      | 16      |
| 8       | 17      | 18      | 19      | 20      | 21      | 22      | 23      |
| 9       | 24      | 25      | 26      | 27      | 28      |         |         |

| März | März | März | März | März | März | März | März |
| Kw   | Mo   | Di   | Mi   | Do   | Fr   | Sa   | So   |
| ---- | ---- | ---- | ---- | ---- | ---- | ---- | ---- |
| 9    |      |      |      |      |      | 1    | 2    |
| 10   | 3    | 4    | 5    | 6    | 7    | 8    | 9    |
| 11   | 10   | 11   | 12   | 13   | 14   | 15   | 16   |
| 12   | 17   | 18   | 19   | 20   | 21   | 22   | 23   |
| 1    | 24   | 25   | 26   | 27   | 28   | 29   | 30   |
| 14   | 31   |      |      |      |      |      |      |

| April | April | April | April | April | April | April | April |
| Kw    | Mo    | Di    | Mi    | Do    | Fr    | Sa    | So    |
| ----- | ----- | ----- | ----- | ----- | ----- | ----- | ----- |
| 14    |       | 1     | 2     | 3     | 4     | 5     | 6     |
| 15    | 7     | 8     | 9     | 10    | 11    | 12    | 13    |
| 16    | 14    | 15    | 16    | 17    | 18    | 19    | 20    |
| 17    | 21    | 22    | 23    | 24    | 25    | 26    | 27    |
| 18    | 28    | 29    | 30    |       |       |       |       |

| Mai | Mai | Mai | Mai | Mai | Mai | Mai | Mai |
| Kw  | Mo  | Di  | Mi  | Do  | Fr  | Sa  | So  |
| --- | --- | --- | --- | --- | --- | --- | --- |
| 18  |     |     |     | 1   | 2   | 3   | 4   |
| 19  | 5   | 6   | 7   | 8   | 9   | 10  | 11  |
| 20  | 12  | 13  | 14  | 15  | 16  | 17  | 18  |
| 21  | 19  | 20  | 21  | 22  | 23  | 24  | 25  |
| 22  | 26  | 27  | 28  | 29  | 30  | 31  |     |

| Juni | Juni | Juni | Juni | Juni | Juni | Juni | Juni |
| Kw   | Mo   | Di   | Mi   | Do   | Fr   | Sa   | So   |
| ---- | ---- | ---- | ---- | ---- | ---- | ---- | ---- |
| 22   |      |      |      |      |      |      | 1    |
| 23   | 2    | 3    | 4    | 5    | 6    | 7    | 8    |
| 24   | 9    | 10   | 11   | 12   | 13   | 14   | 15   |
| 25   | 16   | 17   | 18   | 19   | 20   | 21   | 22   |
| 26   | 23   | 24   | 25   | 26   | 27   | 28   | 29   |
| 27   | 30   |      |      |      |      |      |      |

| Juli | Juli | Juli | Juli | Juli | Juli | Juli | Juli |
| Kw   | Mo   | Di   | Mi   | Do   | Fr   | Sa   | So   |
| ---- | ---- | ---- | ---- | ---- | ---- | ---- | ---- |
| 27   |      | 1    | 2    | 3    | 4    | 5    | 6    |
| 2    | 7    | 8    | 9    | 10   | 11   | 12   | 13   |
| 29   | 14   | 15   | 16   | 17   | 18   | 19   | 20   |
| 30   | 21   | 22   | 23   | 24   | 25   | 26   | 27   |
| 31   | 28   | 29   | 30   | 31   |      |      |      |

| August | August | August | August | August | August | August | August |
| Kw     | Mo     | Di     | Mi     | Do     | Fr     | Sa     | So     |
| ------ | ------ | ------ | ------ | ------ | ------ | ------ | ------ |
| 31     |        |        |        |        | 1      | 2      | 3      |
| 32     | 4      | 5      | 6      | 7      | 8      | 9      | 10     |
| 33     | 11     | 12     | 13     | 14     | 15     | 16     | 17     |
| 34     | 18     | 19     | 20     | 21     | 22     | 23     | 24     |
| 35     | 25     | 26     | 27     | 28     | 29     | 30     | 31     |

| September | September | September | September | September | September | September | September |
| Kw        | Mo        | Di        | Mi        | Do        | Fr        | Sa        | So        |
| --------- | --------- | --------- | --------- | --------- | --------- | --------- | --------- |
| 36        | 1         | 2         | 3         | 4         | 5         | 6         | 7         |
| 37        | 8         | 9         | 10        | 11        | 12        | 13        | 14        |
| 38        | 15        | 16        | 17        | 18        | 19        | 20        | 21        |
| 39        | 22        | 23        | 24        | 25        | 26        | 27        | 28        |
| 40        | 29        | 30        |           |           |           |           |           |

| Oktober | Oktober | Oktober | Oktober | Oktober | Oktober | Oktober | Oktober |
| Kw      | Mo      | Di      | Mi      | Do      | Fr      | Sa      | So      |
| ------- | ------- | ------- | ------- | ------- | ------- | ------- | ------- |
| 40      |         |         | 1       | 2       | 3       | 4       | 5       |
| 41      | 6       | 7       | 8       | 9       | 10      | 11      | 12      |
| 42      | 13      | 14      | 15      | 16      | 17      | 18      | 19      |
| 43      | 20      | 21      | 22      | 23      | 24      | 25      | 26      |
| 44      | 27      | 28      | 29      | 30      | 31      |         |         |

| November | November | November | November | November | November | November | November |
| Kw       | Mo       | Di       | Mi       | Do       | Fr       | Sa       | So       |
| -------- | -------- | -------- | -------- | -------- | -------- | -------- | -------- |
| 44       |          |          |          |          |          | 1        | 2        |
| 45       | 3        | 4        | 5        | 6        | 7        | 8        | 9        |
| 46       | 10       | 11       | 12       | 13       | 14       | 15       | 16       |
| 47       | 17       | 18       | 19       | 20       | 21       | 22       | 23       |
| 48       | 24       | 25       | 26       | 27       | 28       | 29       | 30       |

| Dezember | Dezember | Dezember | Dezember | Dezember | Dezember | Dezember | Dezember |
| Kw       | Mo       | Di       | Mi       | Do       | Fr       | Sa       | So       |
| -------- | -------- | -------- | -------- | -------- | -------- | -------- | -------- |
| 49       | 1        | 2        | 3        | 4        | 5        | 6        | 7        |
| 50       | 8        | 9        | 10       | 11       | 12       | 13       | 14       |
| 51       | 15       | 16       | 17       | 18       | 19       | 20       | 21       |
| 52       | 22       | 23       | 24       | 25       | 26       | 27       | 28       |
| 1        | 29       | 30       | 31       |          |          |          |          |

## Ereignisse

### Politik und Weltgeschehen

#### Heiliges Römisches Reich
- 1. Mai: König Heinrich (VII.) stellt auf dem Hoftag zu Worms das Statutum in favorem principum aus. Es beinhaltet die Festschreibung aller bis zu diesem Zeitpunkt den Fürsten zuerkannten und von ihnen selbst erworbenen Vorrechte (Regalien) in 23 Artikeln. Außerdem bedeutet diese Urkunde eine Garantieerklärung der genannten Privilegien für die Zukunft, wie Selbstständigkeit bei der Verwaltung des eigenen Territoriums, Gerichtsbarkeit und Erhebung von Zöllen. Gemeinsam mit der Confoederatio cum principibus ecclesiasticis bildet es den Ausgangspunkt der föderalistischen Entwicklung im Reich und seinen Nachfolgestaaten. Das Heilige Römische Reich geht durch diese Anerkennung einer föderalen Ordnung einen anderen Weg als die anderen – sich zentralisierenden – europäischen Reiche.

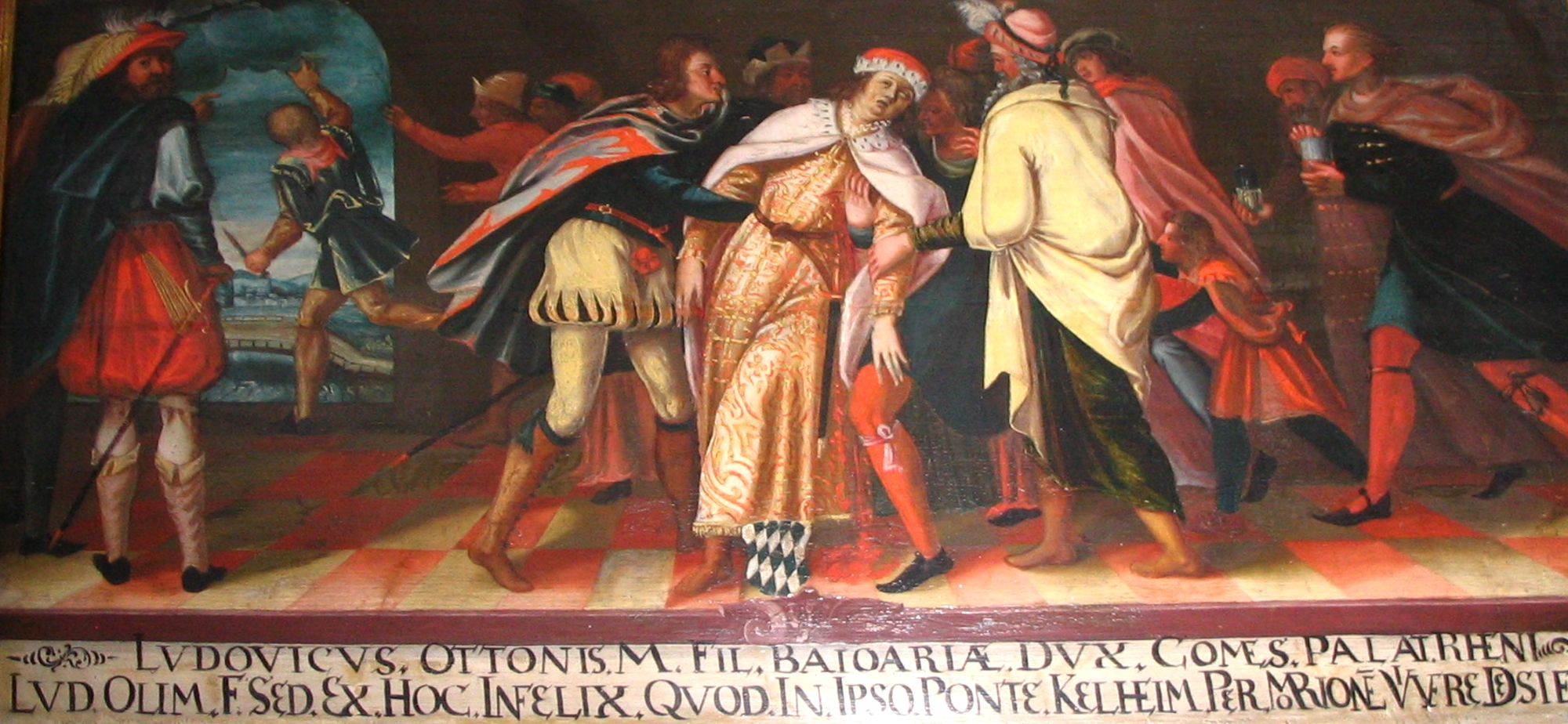
Fürstenbilder Kloster Scheyern: Die Ermordung Ludwig des Kelheimers

- 15. September: Der bayerische Herzog Ludwig der Kelheimer aus dem Geschlecht der Wittelsbacher wird von einem unbekannten Attentäter auf der Brücke in Kelheim ermordet. Sein Sohn Otto der Erlauchte übernimmt die Regentschaft im Herzogtum Bayern.
- Auf die Ankündigung Kaiser Friedrichs II., am 1. November einen Reichstag in Ravenna abzuhalten, sperrt der den Staufern feindlich gesinnte Lombardenbund neuerlich die Alpenpässe und verhindert dadurch den Zuzug der deutschen Fürsten zum Kaiser. Auf dem Hoftag erfolgt schließlich ein Verbot für alle deutschen Städte, Stadträte und Bürgermeister einzusetzen bzw. Einigungen, Bruderschaften oder Zünfte zu bilden. Außerdem wird die bereits von Friedrich I. vorgenommene Belehnung der brandenburgischen Askanier mit Pommern einschließlich Pommerellens erneuert.
- Entstehung und Wachstum der Alten Eidgenossenschaft: König Heinrich (VII.) schenkt Uri die Reichsfreiheit mit weitgehender Selbstverwaltung durch einen Landammann.
- Herzog Friedrich II. von Österreich erzwingt den Übergang über die Donau und erobert die Herrschaftssitze der Kuenringer und ihrer Verbündeten (z. B. Dürnstein, Zwettl etc.).

#### Königreich Sizilien
- August: Kaiser Friedrich II. erlässt in Melfi auf Sizilien die Konstitutionen von Melfi, Bestimmungen für das Königreich Sizilien. Das umfassende Gesetzeswerk mit 219 Einzelgesetzen zu allen Bereichen des öffentlichen Lebens baut auf der bereits unter Friedrichs Großvater Roger II. begonnene Rechtsreform auf und ist bis ins 19. Jahrhundert in Neapel und Sizilien gültiges Recht. Wichtigste Einzelregelungen sind das Verbot der gewaltsamen Selbsthilfe und die Einschränkung des Gerichtswesens der Stände. Der königlichen Justiz spricht das Gesetzeswerk das alleinige Recht zur Strafverfolgung zu, auch in Fällen, die an das kirchliche Recht grenzen, beispielsweise Ehebruch, Gotteslästerung oder Glücksspiel.

#### Kreuzfahrerstaaten
Kaiser Friedrich II. ernennt seinen Marschall Richard Filangieri zu seinem neuen Statthalter in Outremer, der sich mit einer Flotte und Truppen im Frühjahr auf den Weg nach dem aufständischen Königreich Zypern macht. Den Aufständischen unter Johann I. von Beirut gelingt es, eine Anlandung zu verhindern, woraufhin der Statthalter sich ins Königreich Jerusalem begibt, wo er zunächst als Regent anerkannt wird. Dann aber kommt es auch auf dem Festland zu einem Umschwung, als Filangieri gegen Beirut marschiert, um die Stadt des größten Kaiserfeindes zu beschlagnahmen. Er kann die Unterstadt besetzen, aber Johann Ibelins ältester Sohn Balian von Beirut verschanzte sich in der Burg. Der Unmut über die Missachtung der Rechtsprechenden Autorität des Haute Cour durch Filangieri führt umgehend zur Bildung einer Fronde gegen ihn, denn ohne die ausdrückliche Zustimmung des Haute Cour darf keinem Baron des Königreichs sein Besitz entzogen werden. Selbst die zuvor kaiserlich gesinnten Balian von Sidon und Odo von Montbéliard wechseln nun auf die Seite der Opposition, die ihren Sitz in Akkon nimmt.
Johann von Brienne trifft im Herbst in Konstantinopel ein und wird in der Hagia Sophia neben seinem zukünftigen Schwiegersohn Balduin II. zum Kaiser des Lateinischen Kaiserreichs gekrönt.

#### Iberische Halbinsel
- König Sancho VII. von Navarra sieht sich vom expandierenden Königreich Kastilien unter Ferdinand III. bedroht und wendet sich um Hilfe an das Königreich Aragón. Am 2. Februar schließen Sancho und Jakob I. von Aragón einen Vertrag, in dem Aragón Navarra militärische Unterstützung zusichert. Im Gegenzug adoptiert Sancho Jakob und sagt ihm die Nachfolge in seinem Königreich nach seinem Tod zu. Dieser Vertrag wird am 4. April von den aragonesischen und navarrischen Adeligen beschworen.

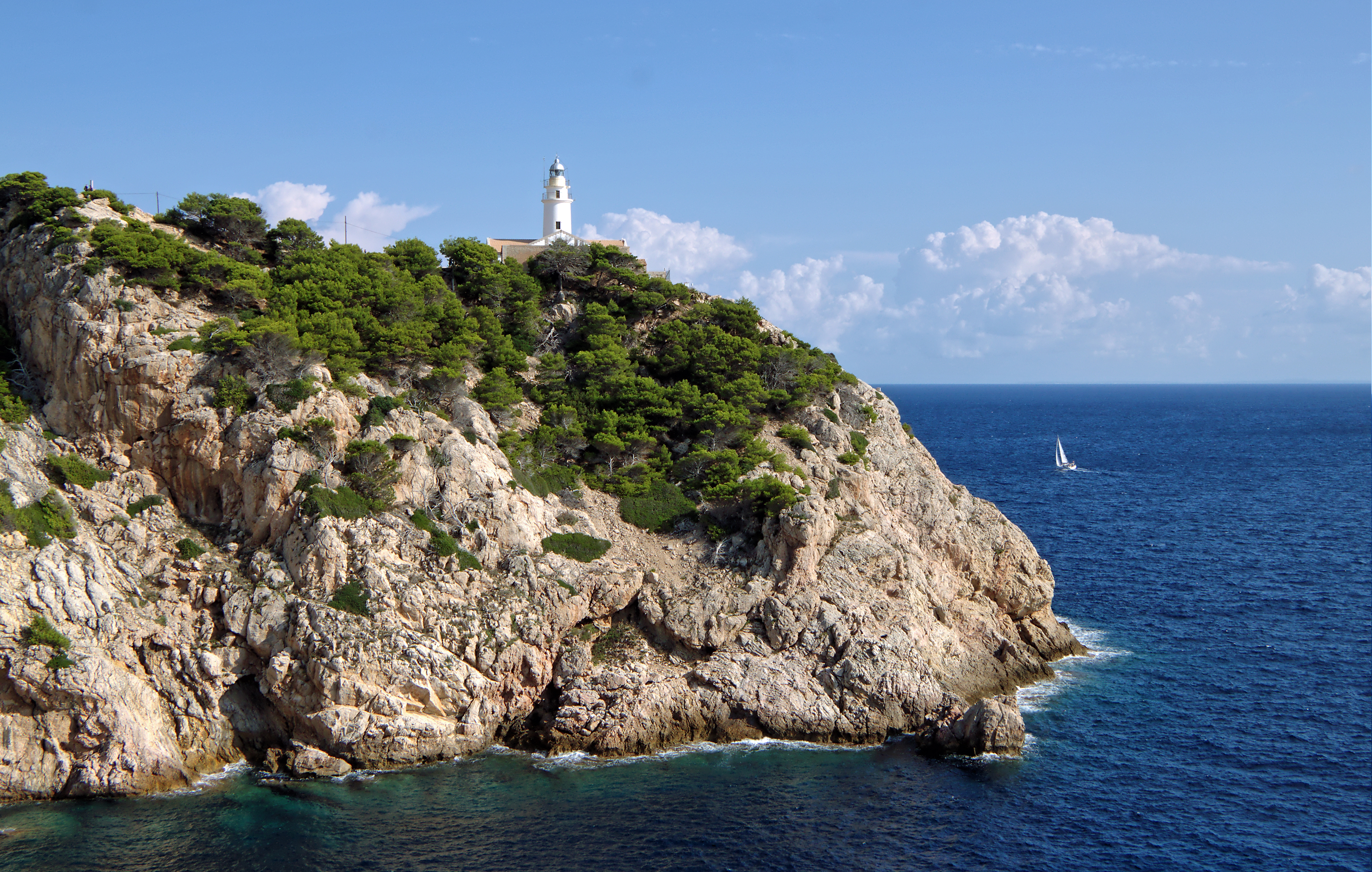
Die Punta de Capdepera, der Ort des Vertragsschlusses

- 17. Juni: Mit dem Abschluss des Vertrags von Capdepera wird Menorca gegenüber Jakob I. tributpflichtig, bleibt aber unter dem almohadischen Qādī Abu Abd Allah Muhammad ibn Ahmad ibn Hischam weiterhin ein unabhängiger moslemischer Inselstaat.

#### Deutschordensstaat
Der Deutsche Orden überschreitet die Weichsel, gründet Thorn (Toruń), baut eine Ordensburg in Kulm (Chełmno) und beginnt mit der Unterwerfung der Pruzzen.

#### Asien
- 17. August: Dschalal ad-Din Mengübirti, letzter der Choresm-Schahs, erleidet eine endgültige Niederlage gegen die Mongolen. Auf der Flucht wird er von seinen eigenen Leuten ermordet. Seine führerlosen Reitertruppen ziehen in den nächsten Jahren unter dem Namen Khwarezmiyya weiter plündernd durch die Gebiete der Rum-Seldschuken und der Ayyubiden.
- Mongolische Truppen erobern den Staat Korjô.

#### Stadtrechte und urkundliche Ersterwähnungen
- Im Erdbuch des dänischen Königs Waldemar II. werden viele Orte im damaligen dänischen Herrschaftsgebiet erstmals erwähnt.
- Bingen, Bojendorf auf Fehmarn, Dinklage, Hochberg, Homberg (Efze), Horw, Kallnach, Gengenbach, Leuggern, Niendorf auf Fehmarn, und am 28. Oktober 1231 Eldingen Kr. Celle werden erstmals urkundlich erwähnt.
- Die Stadt Harderwijk (Holland) bekommt das Stadtrecht.

### Wirtschaft

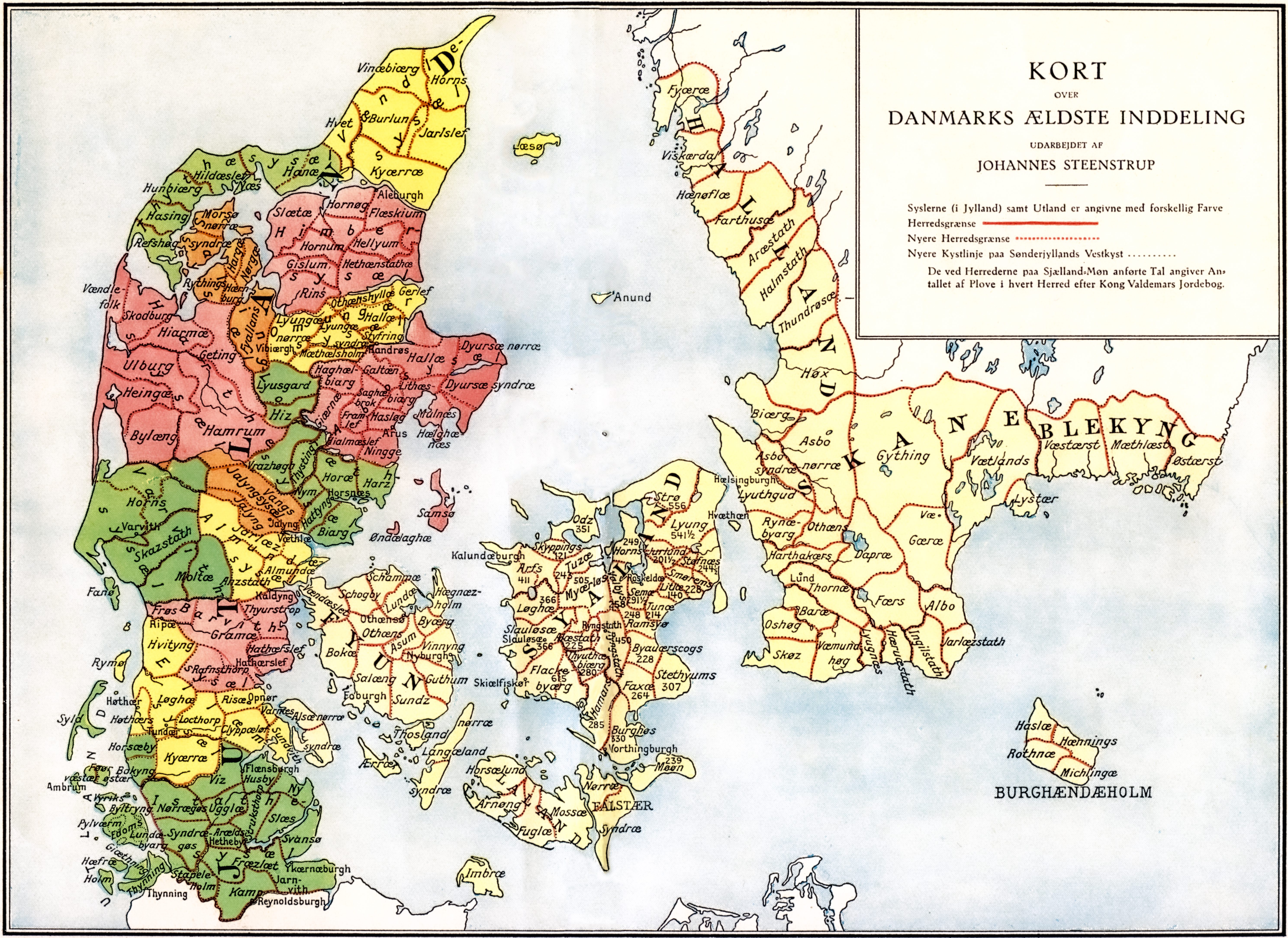
Verwaltungsgliederung Dänemarks zur Zeit König Waldemars

- Der dänische König Waldemar II. lässt das Waldemar-Erdbuch anlegen, ein Steuererfassungsbuch in lateinischer Sprache, das die Besitzungen und Einkünfte des Königs verzeichnet.

### Wissenschaft und Technik
- 13. April: Papst Gregor IX. setzt in seiner Bulle Parens scientiarum neue Regeln für die Pariser Universität Sorbonne fest, die eine Stärkung ihrer Selbstverwaltung bringen.
- Kaiser Friedrich II. verbietet den Gebrauch von Papier für wichtige Dokumente im Königreich Sizilien wegen der schlechteren Haltbarkeit zu Vellum und Pergament.

### Religion

#### Inquisition
Papst Gregor IX. legt in einem Edikt zur Inquisition die strafrechtlichen Bedingungen für die Ketzerverfolgung fest, mit der vorwiegend Dominikaner betraut werden. Als Höchststrafe droht Tod durch Verbrennen. Gregor führt selbst ein Inquisitionsverfahren durch, das mit Kerkerstrafen und Todesurteilen endet. Der kirchliche Grundsatz Ecclesia non sitit sanguinem wird dabei umgangen, indem die Verurteilten dem „weltlichen Arm“ der Gerichtsbarkeit zur Hinrichtung übergeben werden. Im gleichen Jahr ergeht auch ein Aufruf zur Ketzerverfolgung an den Dominikanerkonvent in Friesach.

#### Ordensgemeinschaften
- 21. August: Papst Gregor IX. promulgiert die Päpstliche Bulle Nimis iniqua. Mit diesem apostolischen  Schreiben stellt er den Franziskanerorden direkt unter die Jurisdiktion des Heiligen Stuhls.
- Silvestro Guzzolini gründet in Fabriano die Ordensgemeinschaft der Silvestriner.
- Guérin Lebrun folgt dem verstorbenen Bertrand de Thessy als Großmeister des Johanniterordens.

#### Klostergründungen

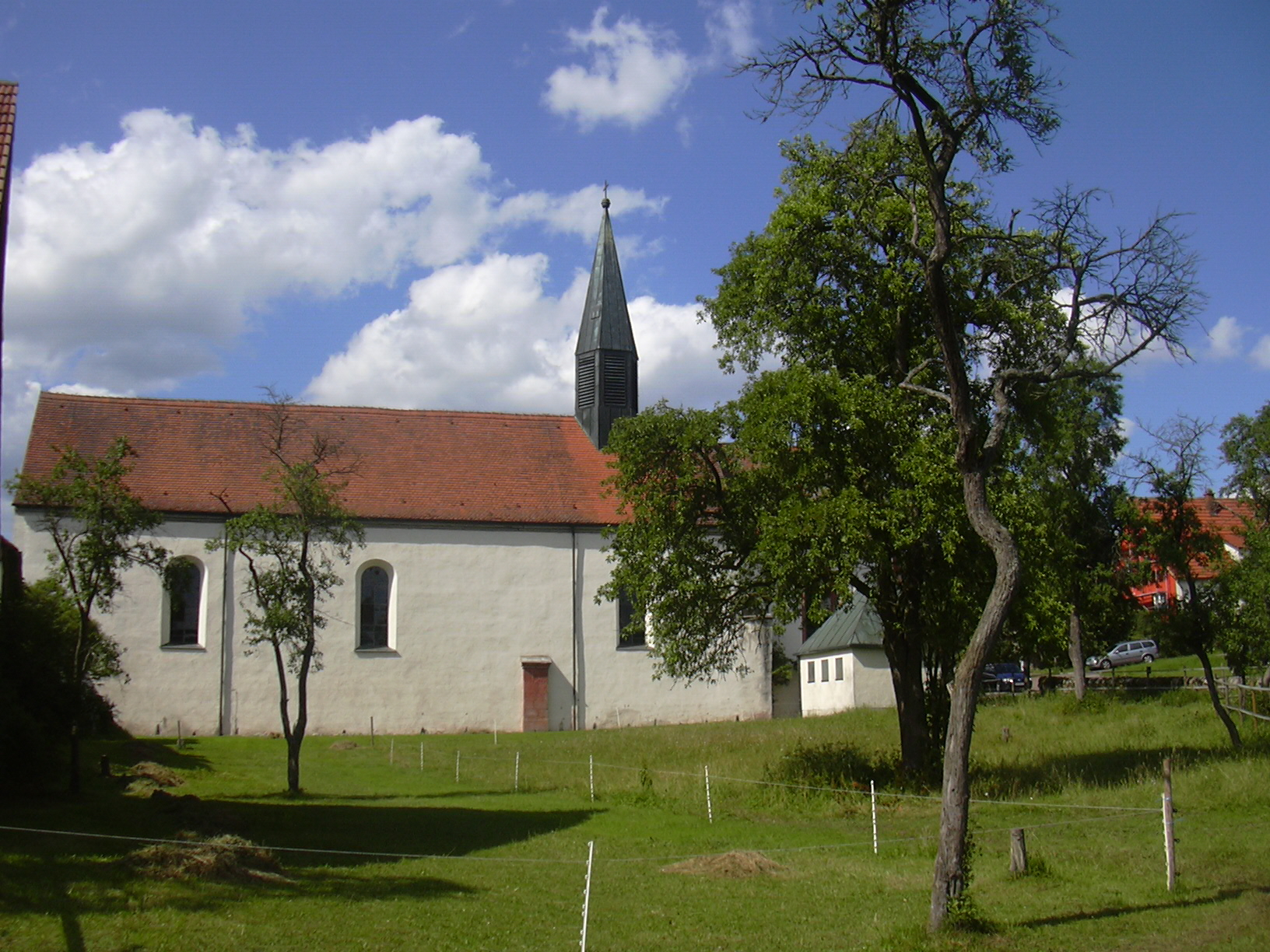
Ehemalige Zisterzienserinnen-Klosterkirche Frauenroth

- Der Minnesänger und Kreuzritter Otto von Botenlauben und seine Frau Beatrix von Courtenay, die nach ihrer Rückkehr vom Kreuzzug ihren Besitz auf Burg Botenlauben bei Bad Kissingen an das Bistum Würzburg verkauft haben, um sich aus der irdischen Welt zurückzuziehen, gründen das Kloster Frauenroth.
- Heinrich I., Graf von Vianden und Markgraf von Namur, und seine Frau Margareta von Courtenay gründen zu Ehren Philipps II. Courtenay, der 1226 im Albigenserkreuzzug gefallen ist, das Kloster Grandpré.
- Das Kloster Neuenkamp und das Kloster Cavatigozzi werden gegründet.
- Die Kirche des neu errichteten Couvent des Mineurs de Liège wird durch den Fürstbischof von Lüttich geweiht.

## Geboren

### Geburtsdatum gesichert
- 17. März: Shijō, Kaiser von Japan († 1242)

### Genaues Geburtsdatum unbekannt
- Beatrix von der Provence, Gräfin der Provence und Königin von Sizilien († 1267)
- Guo Shoujing, chinesischer Wasserbauingenieur, Astronom und Mathematiker († 1316)
- Johann von Burgund, Graf von Charolais und Herr von Bourbon († 1268)
- Roger Mortimer, 1. Baron Mortimer, cambronormannischer Adliger in den Welsh Marches († 1282)
- Odo, Herr von Bourbon sowie Graf von Nevers, Auxerre und Tonnerre († 1266)
- Walter von Geroldseck, Bischof von Straßburg († 1263)
- John de Warenne, 6. Earl of Surrey, englischer Adeliger und Heerführer († 1304)

### Geboren um 1231
- Yolanda von Vianden, Priorin des Klosters Marienthal († 1283)
- Marino Zorzi, Doge von Venedig († 1312)

## Gestorben

### Todesdatum gesichert
- 19. März: Rapoto II., Pfalzgraf von Bayern sowie Graf von Kraiburg und Marquartstein
- 29. März: Gerold von Waldeck, Bischof von Freising
- 6. April: William Marshal, 2. Earl of Pembroke, englischer Ritter normannischer Abstammung (* um 1190)
- 7. Mai: Beatrix II., Pfalzgräfin von Burgund (* um 1193)
- 22. Mai: Ulschalk, Bischof von Gurk
- 13. Juni: Antonius von Padua, portugiesischer Franziskaner und Heiliger (* um 1195)
- 2. Juli: Heinrich I., Markgraf von Baden-Hachberg und Verona (* vor 1190)
- 9. Juli: Heinrich II. von Dischingen, Fürstbischof von Eichstätt
- 11. Juli: Agnes von Beaujeu, Gräfin von Champagne (* um 1202)
- 3. August: Richard Grant, Erzbischof von Canterbury
- 5. August: Iso von Wölpe, Bischof von Verden (* 1167)
- 28. August: Eleonore von Portugal, portugiesische Infantin, Königin von Dänemark (* 1211)
- August: Aurembiaix, Gräfin von Urgell, Mätresse Jakobs I. von Aragón
- August: Dschalal ad-Din, letzter Choresm-Schah aus der Dynastie der Anuschteginiden
- 3. September: Wilhelm II. von Dampierre, Herr von Dampierre-sur-l'Aube und Saint-Dizier
- 15. September: Ludwig der Kelheimer, Herzog von Bayern und Pfalzgraf bei Rhein (* 1173)
- 3. November: Wladyslaw III., Herzog von Großpolen, Seniorherzog von Polen zu Krakau (* 1161)
- 6. November: Tsuchimikado, Kaiser von Japan (* 1196)
- 8. November: Abd al-Latif al-Baghdadi, arabischer Reisender, Universalgelehrter, Historiker und Mediziner (* 1162)
- 17. November: Elisabeth von Thüringen, Landgräfin von Thüringen und Heilige der katholischen Kirche (* 1207)
- 28. November: Waldemar, Herzog von Schleswig und als Mitregent König von Dänemark (* 1209)
- 11. Dezember: Ida von Nivelles, niederländische Nonne und Mystikerin (* um 1190)
- 25. Dezember: Folquet de Marselha, französischer Trobador, Abt von Thoronet und Bischof in Toulouse (* um 1150)

### Genaues Todesdatum unbekannt
- nach September: William of London, englischer Geistlicher und verm. Richter
- Pål Balkisson, schottischer Adliger skandinavischer Herkunft
- Elisabeth von Brandenburg, Landgräfin von Thüringen (* um 1206)
- Nicholas de Verdon, anglo-irischer Adeliger
- Reclus de Molliens, pikardischen Benediktiner-Abt und Dichter
- Zhao Rukuo, chinesischer Handelsbeamter (* 1170)

### Gestorben um 1231
- 11. Februar 1231/1232: Walther von Rötteln, Bischof von Basel (* vor 1180)
- Wilhelm von Auxerre, französischer Theologe
- Bertrand de Thessy, Großmeister des Johanniterordens